# Ловчев, Алексей Владимирович
Алексе́й Влади́мирович Ло́вчев (род. 13 июня 1989, Карабаново, Владимирская область) — российский тяжелоатлет, выступавший в весовой категории свыше 105 кг. Чемпион Европы 2014 года, пятикратный чемпион России 2014, 2015, 2021, 2022 и 2023 годов, бронзовый призёр чемпионата мира 2013 года, бронзовый призёр чемпионата России 2013 года, установил 11 рекордов России, заслуженный мастер спорта России (2014).

## Спортивная карьера
На своем первом чемпионате мира 2013 года Алексей завоевал бронзовую медаль по сумме двоеборья. В 2014 на чемпионате мира в Алматы, являясь одним из фаворитов, он не смог взять стартовый вес в рывке (205 кг), однако выиграл малую золотую медаль в толчке. На чемпионате мира 2015 года в Хьюстоне Алексей Ловчев уже после второй попытки в толчке завоевал золотую медаль. В своем заключительном подходе (264 кг) он превзошёл мировой рекорд иранца Хусейна Резазаде, державшийся 11 лет, и рекорд по сумме двоеборья (475 кг) того же иранца, простоявший 15 лет. Этот же результат (475 кг в сумме) является повторением уникального достижения Леонида Тараненко, выступавшего в упразднённой категории свыше 110 кг и установленного в 1988 году.
После обнаружения в допинг-пробе А, сданной на чемпионате мира в Хьюстоне, запрещенного препарата пептида ипаморелина временно отстранен IWF от участия в соревнованиях. Допинг-проба B также дала положительный результат, вследствие чего спортсмен был официально дисквалифицирован IWF на четыре года. Спортсмен обжаловал данное решение в Спортивном арбитражном суде. Суд отклонил апелляцию и оставил решение IWF в силе. Алексей Ловчев дисквалифицирован на 4 года и пропустил Олимпиаду в Рио.
16 марта 2017 года на телеканале «Матч ТВ» состоялась премьера фильма «Тяжеловес» — одной из картин цикла о спорте, главную роль в которой сыграл Алексей Ловчев.
22 декабря 2019 года Алексей Ловчев выступил на первом после дисквалификации турнире — Кубке Москвы по тяжёлой атлетике.

### Результаты выступлений
| Год  | Соревнование                     | Место проведения | Весовая категория | Рывок  | Толчок | Сумма двоеборья | Место |
| ---- | -------------------------------- | ---------------- | ----------------- | ------ | ------ | --------------- | ----- |
| 2010 | Чемпионат России среди студентов | Москва           | до 105 кг         | 170 кг | 206 кг | 376 кг          | 2     |
| 2011 | Универсиада                      | Шэньчжэнь        | до 105 кг         | 170 кг | 205 кг | 375 кг          | 3     |
| 2011 | Кубок России                     | Санкт-Петербург  | свыше 105 кг      | 180 кг | 220 кг | 400 кг          | 4     |
| 2012 | Чемпионат России                 | Саранск          | свыше 105 кг      | —      | 220 кг | —               | —     |
| 2012 | Чемпионат Европы среди юниоров   | Эйлат            | свыше 105 кг      | 190 кг | 235 кг | 425 кг          | 2     |
| 2013 | Чемпионат России                 | Казань           | свыше 105 кг      | 200 кг | 242 кг | 442 кг          | 3     |
| 2013 | Чемпионат мира                   | Вроцлав          | свыше 105 кг      | 200 кг | 230 кг | 430 кг          | 3     |
| 2014 | Кубок России                     | Владимир         | свыше 105 кг      | 200 кг | 240 кг | 440 кг          | 1     |
| 2014 | Чемпионат Европы                 | Тель-Авив        | свыше 105 кг      | 205 кг | 252 кг | 457 кг          | 1     |
| 2014 | Чемпионат России                 | Грозный          | свыше 105 кг      | 212 кг | 256 кг | 468 кг          | 1     |
| 2014 | Чемпионат мира                   | Алма-Ата         | свыше 105 кг      | —      | 257 кг | —               | —     |
| 2015 | Чемпионат России                 | Старый Оскол     | свыше 105 кг      | 200 кг | 245 кг | 445 кг          | 1     |
| 2015 | Чемпионат мира                   | Хьюстон          | свыше 105 кг      | 211 кг | 264 кг | 475 кг*         | DSQ   |
| 2021 | Чемпионат России                 | Ханты-Мансийск   | свыше 109 кг      | 192 кг | 232 кг | 424 кг          | 1     |
| 2022 | Чемпионат России                 | Хабаровск        | свыше 109 кг      | 190 кг | 220 кг | 410 кг          | 1     |
| 2023 | Чемпионат России                 | Новый Уренгой    | свыше 109 кг      | 190 кг | 220 кг | 410 кг          | 1     |

- * — результаты отменены в связи с дисквалификацией.